# Thies Jacob Dageför
Thies Jacob Dageför (* 2. September 1843 in Borstel (Jork); † 1. Januar 1933 in Hamburg) war ein deutscher Kaufmann und Politiker.

## Leben
Dageför war Kaufmann in Firma Gebr. Dageför, welche vor allem mit Baumaterialien handelte. 
Dageför gehörte von 1883 bis 1918 der Hamburgischen Bürgerschaft an, er war Mitglied der Fraktion der Linken. Von 1900 bis 1902 war er Schriftführer der Bürgerschaft.